# AETR-Abkommen
Das AETR-Abkommen (frz. Accord Européen sur les Transports Routiers, deutsch: Europäisches Übereinkommen über die Arbeit des im internationalen Straßenverkehr beschäftigten Fahrpersonals, englisch: European Agreement concerning the work of crews of vehicles engaged in international Road Transport), bestimmt grenzübergreifend die Lenk- und Ruhezeiten im gewerblichen Transportverkehr (Lkw und Bus).
Die englische und die französische Sprachfassung des Übereinkommens sind gleichermaßen verbindlich.
Zuständig für das Übereinkommen ist der Binnenausschuss der Wirtschaftskommission für Europa (UNECE).

## Geltungsbereich

Geltungsbereich des AETR-Abkommens

Mitgliedsstaaten des AETR sind: alle EU-Staaten sowie Albanien, Andorra, Armenien, Aserbaidschan, Belarus, Bosnien und Herzegowina, Georgien, Kasachstan, Kirgisistan, Liechtenstein, Moldawien, Monaco, Montenegro, Nordmazedonien, Norwegen, die Russische Föderation, San Marino, die Schweiz, Serbien, Tadschikistan, die Türkei, Turkmenistan, die Ukraine, Usbekistan und das Vereinigte Königreich.
Deutschland ist seit 1976 Mitglied des Abkommens.
Für Deutschland gilt (wie für alle EU-Staaten) bezüglich der Lenk- und Ruhezeiten vorrangig die EG-Verordnung 561/2006, sowie ergänzend die Fahrpersonalverordnung (FPersV) und das Arbeitszeitgesetz (ArbZG). Details dazu unter Lenk- und Ruhezeiten. Jedoch enthält § 21a ArbZG folgenden Vorbehalt: „Die Vorschriften der VO (EG) 561/2006 und des AETR bleiben unberührt.“

## Inhalte / Abweichungen zur VO (EG) 561/2006
- Das AETR findet grundsätzlich nur im grenzüberschreitenden Verkehr Anwendung.
- Die 6. AETR-Änderung gleicht das AETR in weiten Teilen an die VO (EG) 561/2006 an, übernimmt sie aber nicht. Näheres zu den Inhalten der VO (EG) 561/2006 unter Lenk- und Ruhezeiten (vgl. auch unten unter Neuerungen). Die Änderung bedurfte in allen Mitgliedstaaten dann noch der Umsetzung in nationales Recht. Die Bundesrepublik Deutschland hat die 4., 5. und 6. Änderung des AETR per Gesetz am 9. November 2011 beschlossen (BGBl. II S. 1095).
- Abweichungen zur VO (EG) 561/2006:
  - Mehrfahrerbesatzungen werden von der Verpflichtung befreit, innerhalb von zwei Wochen mindestens zwei reguläre oder eine reguläre und eine reduzierte wöchentliche Ruhezeit einzulegen.[2]

## Neuerungen 2010
Nachdem auch Finnland und die Niederlande den vereinbarten Änderungen formell zustimmten, trat die 6. Änderung zum AETR-Abkommen am 20. September 2010 in Kraft. Seither gilt die modifizierte 12-Tage-Regelung der VO (EG) 561/2006 auch im Europaverkehr. Die wöchentliche Höchstlenkzeit wurde, wie auch in der VO (EG) 561/2006, auf 56 Stunden festgesetzt. Zudem wurde damit der Einbau des digitalen Tachographen auch in den AETR-Mitgliedstaaten außerhalb der EU Pflicht.

## Ergänzende Anmerkungen
Die Zulässigkeit der Bestimmung innerhalb der EU, bzw. die Kompetenz der EU zum Abschluss entsprechender völkerrechtlicher Verträge (auch ohne ausdrückliche gesetzliche Grundlage in den europäischen Verträgen) wird als AETR-Doktrin bezeichnet.